# スーザン・リンドキスト
スーザン・リンドキスト（Susan Lindquist, 1949年6月5日 - 2016年10月27日）は、アメリカ合衆国の分子生物学者。タンパク質フォールディング、熱ショックタンパク質、プリオンの生物学を研究している。ホワイトヘッド研究所のメンバーであり、所長を務めたこともある。

## リンドキストの科学
リンドキストは、自己増殖能を持つタンパク質がDNA配列を伴わずに遺伝するという、遺伝学の新しいパラダイムに強い証拠を与えてきた研究業績で最もよく知られる。彼女の研究は、アルツハイマー病やクロイツフェルト・ヤコブ病を始めとする生物学の未知領域を理解するための生化学的な枠組みを作った。彼女自身が以下の抜粋で述べたように、生物学の基本的問題の一つであるタンパク質フォールディングの専門家として知られる。
「狂牛病の牛、神経変性疾患を患う人、酵母の特別な遺伝様式に共通するものは何か？これらは皆、誤って折りたたまれたタンパク質が導いた結果である。……人の場合では致死的なものとなり、アルツハイマー病などの重病を引き起こす。しかしある場合においては、誤って折りたたまれたタンパク質は発症した不幸な個体を死に導くだけではなく、特別な状況においては個体から個体に伝達することができるらしい。この時、牛の狂牛病や人のクロイツフェルト・ヤコブ病など、感染性の神経変性疾患を引き起こすのである。」
--from "From Mad Cows to 'Psi-chotic' Yeast: A New Paradigm in Genetics," NAS Distinguished Leaders in Science Lecture Series, 10 November 1999.
リンドキストは[PSI+]と呼ばれる酵母のプリオンを研究しており、この[PSI+]プリオンがゲノム規模に及ぶ変異出現のスイッチとして機能し、進化のコンデンサーとして寄与する分子機構の解明に挑んでいる。
近年、リンドキストは人工物質よりも小さい構造体に自己凝集する能力を持つ有機繊維を研究し、ナノテクノロジーに前進を齎した。また、酵母による「生きた試験管」モデルを開発し、神経変性疾患におけるタンパク質フォールディング転移の研究およびハイスループットスクリーニングによる治療戦略に応用した。リンドキストはタンパク質ミスフォールディングに起因する疾患やアミロイドーシスの治療薬を開発する FolRx 社の共同設立者でもある。
2006年6月、リンドキストはLeo LaporteのTWiTネットワークによるポッドキャスト「バイオテクの未来 Futures in Biotech」の初代ゲストを務めた。

## 経歴
イリノイ大学アーバナ・シャンペーン校で微生物学を専攻し学士号を取得後、ハーバード大学に進学し1976年に生物学の博士号を取得した。シカゴ大学分子遺伝学・細胞生物学科でアルバート・D・ラスカー医科学教授職を経て、現在はマサチューセッツ工科大学の生物学教授、ハワード・ヒューズ医学研究所の調査官、ホワイトヘッド研究所の研究員を兼任している。
2016年10月27日、ボストンにてガンのため物故した。67歳歿。

## 主要論文
- Dai C, Whitesell L, Rogers AB and Lindquist S, 2007. Heat-shock factor 1 is a powerful multifaceted modifier of carcinogenesis. Cell, v. 130, pp. 1005–18.
- Cooper AA, Gitler AD, Cashikar A, Haynes CM, Hill KJ, Bhullar B, Liu K, Xu K, Strathearn KE, Liu F, Cao S, Caldwell KA, Caldwell GA, Marsischky G, Kolodner RD, LaBaer J, Rochet J-C, Bonini NM and Lindquist S, 2006. alpha-Synuclein Blocks ER-Golgi Traffic and Rab1 Rescues Neuron Loss in Parkinson’s Models. Science, v. 313, pp. 324–28.
- Cowen LE and Lindquist SL, 2005. Hsp90 potentiates the rapid evolution of new traits: Drug resistance in diverse fungi. Science, v. 309, pp. 2185–89.
- Krishnan R and Lindquist SL, 2005. Structural insights into a yeast prion illuminate nucleation and strain diversity. Nature, v. 435, pp. 765–72.
- Si K, Lindquist S and Kandel ER, 2003. A Neuronal Isoform of the Aplysia CPEB Has Prion-Like Properties. Cell, v. 115, pp. 879–91.
- Queitsch C, Sangster TA and Lindquist S, 2002. Hsp90 as a capacitor of phenotypic variation. Nature, v.417, pp. 618–24.
- Serio TR, Cashikar AG, Kowal AS, Sawicki GJ, Moslehi JJ, Serpell L, Arnsdorf MF and Lindquist S, 2000. Nucleated Conformational Conversion and the Replication of Conformational Information by a Prion Determinant. Science, v. 289, pp. 1317–21.
- Patino MM, Liu JJ, Glover JR and Lindquist S, 1996. Support for the prion hypothesis for inheritance of a phenotypic trait in yeast. Science, v. 273, pp. 622–26.
- Lindquist S, 1981. Regulation of protein synthesis during heat shock. Nature, v. 293, pp. 311–14.

## 受賞歴など
- アルバート・D・ラスカー医科学教授就任（1999年）
- ノバルティス・ドリュー生物医学研究賞受賞（2000年）
- ホワイトヘッド研究所所長（2001年-2004年）
- ディクソン賞医学部門受賞（2002年）
- Discover誌により重要な女性科学者50人の1人に選出（2002年）
- シグマ・グザイ・ウィリアム・プロクター科学功績賞受賞（2006年）
- アメリカ遺伝学会メダル（2008年）[3]
- オットー・ワールブルク・メダル（2008年）
- アメリカ国家科学賞（2009年）

メンデル・メダル（2010年）
- E・B・ウィルソン・メダル（2012年）
- オールバニ・メディカルセンター賞（2016年）
- ローゼンスティール賞（2016年）

## 科学アカデミー会員
- アメリカ芸術科学アカデミー選出（1996年）
- 全米科学アカデミー選出（1997年）
- アメリカ微生物学会フェロー就任（1997年）
- 全米アカデミーの医学研究所選出（2006年）
- 王立協会外国人会員[4][5]（2015年）